# 3244 Petronius
3244 Petronius este un asteroid din centura principală, descoperit pe 24 septembrie 1960 de PLS.